# Clematis
Clematis llamado comúnmente clemátide es un género que sobrepasa las 200 especies silvestres y más de 400 cultivares, de la familia Ranunculaceae, compuesto en su mayor parte por plantas trepadoras y lianas resistentes, con atractivas flores. Algunas especies son arbustos, y otras herbáceas perennes.

## Características
El género se compone en su mayoría de vigorosas trepadoras leñosas llamadas técnicamente lianas. Los tallos leñosos son bastante frágiles hasta que alcanzan varios años de edad. Las hojas normalmente se dividen en folíolos con peciolo que se retuercen y enroscan alrededor de las estructuras de apoyo para permitir que la planta trepe. Algunas de las especies son arbustivas, mientras que otras son herbáceas perennes. Las de climas templados son caducifolias, sin embargo, muchas otras de climas más cálidos son perennes.
Su fama se basa en la vistosa floración de algunas variedades, a pesar de que los pétalos carecen de interés ornamental. En realidad las partes vistosas son los sépalos que toman la apariencia de coloridos pétalos florales. Cuando las flores y sépalos caen dejan esponjosos racimos de semillas con rabillos plumosos. La época de floración y la localización de las flores en las ramas varía: en las clemátides de floración primaveral surgen en los tallos del año anterior, las de floración estival y otoñal aparecen solamente en los extremos de los tallos nuevos, en las de doble floración se combinan las dos características en la respectiva época.

## Distribución y hábitat
Se encuentran distribuidas por todas las regiones templadas de ambos hemisferios, así como en zonas montañosas y tropicales.

## Etimología
El nombre del género proviene del griego antiguo ˈklɛmətɨs (klématis) "planta que trepa" probablemente vinca.

## Taxonomía
En recientes clasificaciones se reconocen unas 297 especies de Clematis. No obstante, los taxónomos modernos subdividen el género:
- Magnus Johnson divide Clematis en 19 secciones, algunas con subsecciones

- Christopher Grey-Wilson divide el género en 9 subgéneros, varios con secciones y subsecciones dentro de ellos .

Varias de las subdivisiones son claramente consistentes entre diferentes clasificaciones, por ejemplo todos los subgéneros de Grey-Wilson los usa Johnson como secciones.
Subgéneros de Clematis degún Grey-Wilson:
Clematis, Cheiropsis, Flammula, Archiclematis, Campanella, Atragene, Tubulosae, Pseudanemone, Viorna
Algunos de estos fueron previamente clasificados como géneros separados.

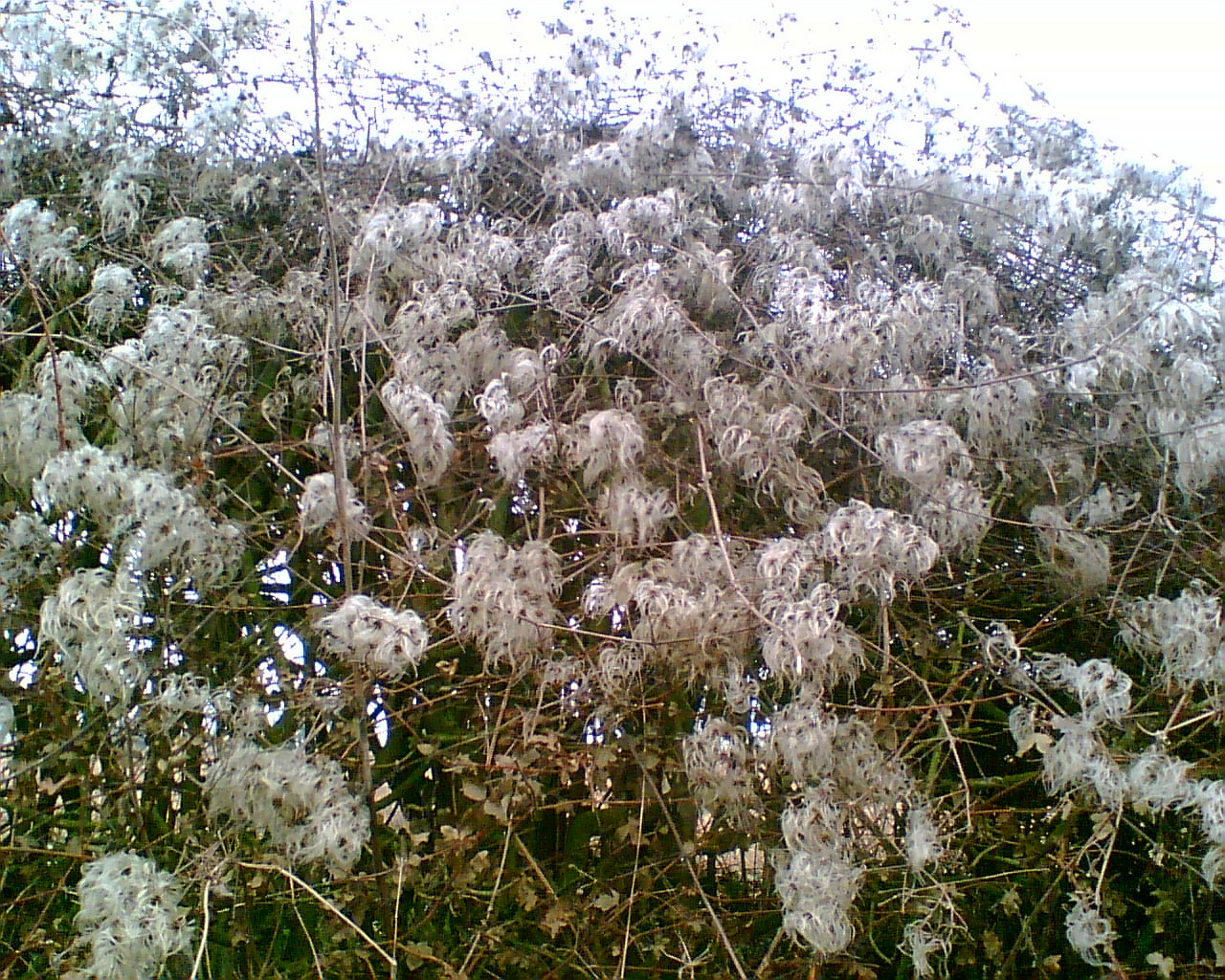
Cabezuela con semillas de Clematis vitalba

## Cultivo y usos
Vegetan mejor con las raíces a la sombra y la parte aérea a pleno sol. En general, no toleran los suelos ácidos, prefieren los calizos y otros sustratos básicos.
Las clemátides fueron llamadas pimenteros por los pioneros del Viejo Oeste y utilizadas como sustituto de la pimienta para especiar la comida, ya que la verdadera pimienta (Piper nigrum) era muy costosa y difícil de conseguir.

### Toxicidad
Todo el género es esencialmente tóxico, contiene aceites esenciales y compuestos extremadamente irritantes para la piel y las membranas mucosas. Sin embargo, a diferencia de la pimienta negra o las especies de Capsicum, estos compuestos provocan el sangrado del tracto digestivo si se ingiere en grandes cantidades. Cuando se las poda es conveniente utilizar guantes. 
 A pesar de su toxicidad, los amerindios las usaban en pequeñas cantidades como tratamiento contra las migrañas y los desórdenes nerviosos. También se consideraban efectivas contra las infecciones de piel.